# 뮤즈 대쉬
뮤즈 대쉬(Muse Dash)는 중국의 페로페로게임스가 개발하고 XD 네트워크가 일본에서, 일본 밖 지역에서는 hasuhasu가 배급한 리듬 게임이다. 처음에 iOS와 안드로이드 (운영체제)용으로 2018년 6월 출시되었고 이후 닌텐도 스위치, 마이크로소프트 윈도우, macOS용으로 2019년 6월 20일에 출시되었다. 액션 게임과 음악 게임의 여러 면을 합쳐놓았으며 2D 횡스크롤 비디오 게임의 형태에 일본의 애니메이션 아트 스타일을 사용한다. 이 게임은 다운로드 가능 콘텐츠(DLC) 확장팩 "Just as planned"이 있으며 수백 개의 추가 노래와 레벨의 접근권이 포함되어 있다. 
트와이스와 자매 그룹 ITZY가 이 게임을 플레이하면서 이 게임은 결국 한국의 국민 "게임으로 알려지"게 되었습니다.

## 평가
| 평가 |             |
| --- | ----------- |
| 통합 점수 통합사 점수 메타크리틱 (NS) 73/100 평론 점수 평론사 점수 닌텐도 라이프 7.4/10 [ 1 ] 포켓 게이머 [ 2 ] 섁뉴스 8/10 [ 3 ] |             |
| 통합 점수 |             |
| 통합사 | 점수        |
| 메타크리틱 | (NS) 73/100 |
| 평론 점수 |             |
| 평론사 | 점수        |
| 닌텐도 라이프 | 7.4/10      |
| 포켓 게이머 | [ 2 ]       |
| 섁뉴스 | 8/10        |